# Departamento Presidente Roque Sáenz Peña

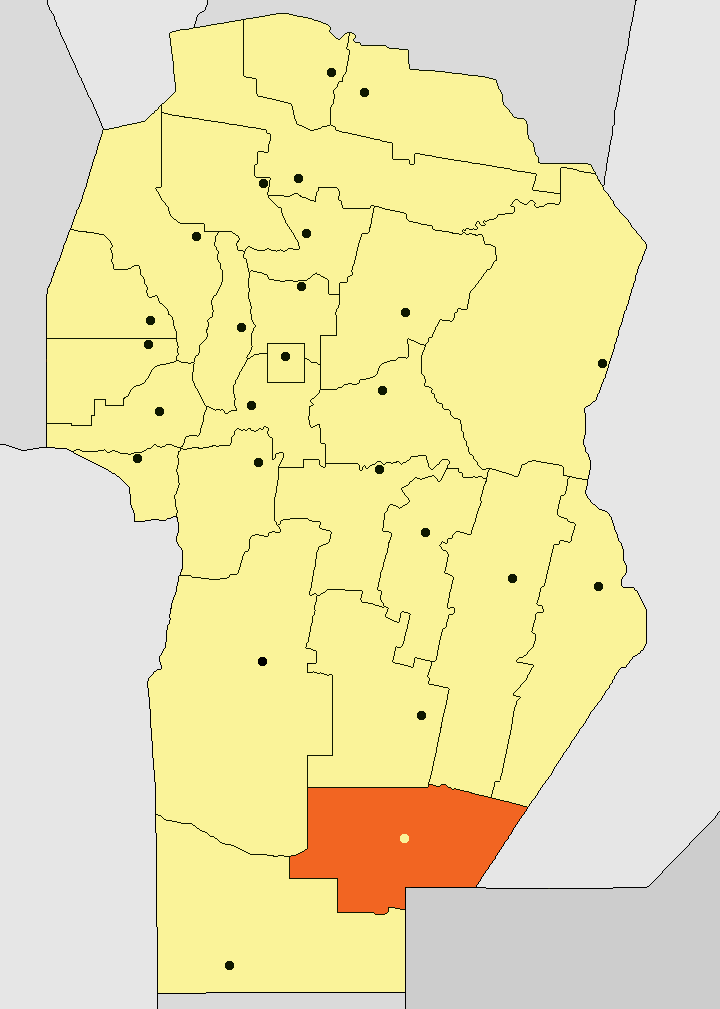
Lage des Departamento Presidente Roque Sáenz Peña in der Provinz Córdoba

Presidente Roque Sáenz Peña ist ein Departamento im südlichen Zentrum der zentralargentinischen Provinz Córdoba.
Insgesamt leben dort 37.726 Menschen auf 8238 km². Die Hauptstadt des Departamento ist Laboulaye.

## Städte und Dörfer
- General Levalle
- La Cesira
- Laboulaye
- Leguizamón
- Melo
- Río Bamba
- Rosales
- San Joaquín
- Serrano
- Villa Rossi[2]